# Peter Gabriš
Peter Gabriš (* 2. ledna 1988 v Bratislavě) je slovenský fotbalový brankář, od července 2014 bez angažmá.

## Klubová kariéra
Svoji fotbalovou kariéru začal v Interu Bratislava, odkud v roce 2004 zamířil ještě jako dorostenec do Dusly Šaľa a o 2 roky později přestoupil do Olympiakosu Nicosie. V roce 2008 podepsal kontrakt se Slovanem Bratislava, odkud před jarní částí sezony 2012/13 odešel na hostování do Šamorína. V létě 2013 přestoupil do Bohemians Praha 1905, kde po roce předčasně skončil.